# Christoph Valentien und Donata Valentien
Christoph Christian Valentien (* 4. August 1939 in Stuttgart) und Donata Valentien (* 30. Oktober 1944 in Coburg) sind deutsche Landschaftsarchitekten, Stadtplaner, Hochschullehrer und Autoren.

## Christoph Valentien

### Leben und Wirken
Christoph Christian Valentien wurde 1939 als Sohn des Kunsthändlers Fritz C. Valentien und dessen Frau Alwine Valentien, geborene Beck, in Stuttgart geboren. Er besuchte die Freie Waldorfschule in Stuttgart. Nach dem Abitur im Jahr 1958 machte er bis 1960 eine Lehre als Landschaftsgartenbauer. Danach studierte er Landschaftsarchitektur an der Akademie Weihenstephan (heute Wissenschaftszentrum Weihenstephan der Technischen Universität München) und als Aufbaustudium 1965 bis 1967 Städtebau bei Erich Kühn an der RWTH Aachen. Damit verbunden war eine praktische Tätigkeit im Stadtplanungsamt der Stadt Duisburg. Sein Studium schloss er 1964 als Diplom-Ingenieur ab. 1967 bis 1972 war er wissenschaftlicher Assistent und danach freiberuflicher Landschaftsarchitekt und Lehrbeauftragter am Institut für Landschaftsplanung unter Walter Rossow an der Universität Stuttgart. Seit 1971 ist er mit Donata Valentien, geborene Seifert, verheiratet. Im selben Jahr gründete er mit ihr das Büro Valentien + Valentien Landschaftsarchitekten und Stadtplaner, zunächst mit Sitz in Stuttgart, ab 1981 in Weßling. 1973 bis 1980 vertrat er als Lehrbeauftragter das Fach Landschaftsgestaltung an der Fachhochschule für Technik Stuttgart.
1980 wurde Christoph Valentien als ordentlicher Professor an den Lehrstuhl für Landschaftsarchitektur und Entwerfen der Technischen Universität München berufen. Intensiven Austausch in Forschung und Lehre hatte er mit der Landwirtschaftlichen Universität Athen und der École nationale supérieure du paysage in Versailles. Auch nach seiner Emeritierung im Jahr 2002 war und ist er in zahlreichen Jurys und Beratungsgremien tätig. Ein besonderer Arbeits- und Forschungsschwerpunkt liegt seit 1998 in China, mit Seminaren und Vortragsveranstaltungen über zeitgenössische internationale Landschaftsarchitektur in den Hochschulen von Peking, Nanjing und Shanghai. Seit 2001 hält er eine Concurrent Professorship der Nanjing Forestry University, China.
Zu seinen architektonischen Projekten gehören der Rosenthal-Park in Selb, das Strandbad in Bad Waldsee und die Fußgängerzone in Gaggenau, zu seinen Planungen der Landschaftsentwicklungsplan Vier- und Marschlande, Hamburg, und Landschaftspläne für Oberstdorf, Würzburg und Pforzheim.

### Mitgliedschaften
- seit 1971: Deutscher Werkbund Baden-Württemberg
- seit 1974: Vereinigung für Stadt-, Regional- und Landesplanung (SRL)
- seit 1986: Zentralinstitut für Raumordnung und Umweltforschung der Technischen Universität München
- seit 1986: Deutsche Akademie für Städtebau und Landesplanung (DASL)
- 1995–2011: Bayerische Architektenkammer: Mitglied der Vertreterversammlung und der Gruppe Aus- und Fortbildung, als Landschaftsarchitekt und Stadtplaner
- seit 2000: Bayerische Akademie der Schönen Künste München, Abteilung Bildende Kunst,[2] sowie Mitglied in verschiedenen Stadtgestaltungskommissionen in Mannheim, München und Freising

## Donata Valentien

### Leben und Wirken
Donata Valentien wurde 1944 als Tochter des Forstmanns Werner Seifert und seiner Frau Gabriele in Coburg geboren. Nach dem Abitur am Musischen Gymnasium in Bayreuth studierte sie Landschaftsarchitektur an der Technischen Universität München-Weihenstephan und der TU Berlin bei Hermann Mattern. Ab 1969 war sie wissenschaftliche Angestellte und Lehrbeauftragte am Institut für Landschaftsplanung von Walter Rossow an der Universität Stuttgart. Seit 1971 ist sie gemeinsam mit Christoph Valentien, den sie in diesem Jahr heiratete freiberuflich tätig mit dem Büro Valentien + Valentien Landschaftsarchitekten und Stadtplaner. Von 1975 bis 1988 lehrte sie als Honorarprofessorin Landschaftsplanung am Institut für Landeskultur und Pflanzenökologie der Universität Stuttgart-Hohenheim, 1980 wurde sie Honorarprofessorin an der Architekturfakultät der Technischen Universität München.
Neben ihrer freiberuflichen Tätigkeit war Donata Valentien in zahlreichen Vortragsveranstaltungen, Jurys und Beratungsgremien tätig.
Von 2006 bis 2012 war Donata Valentien Direktorin der Sektion Baukunst an der Akademie der Künste Berlin. Im Rahmen dieser Tätigkeit verantwortete sie u. a. die Vortragsreihe „Gespräche zu Architektur und Stadt“, kuratierte die Ausstellung „Wiederkehr der Landschaft“ und ist Herausgeberin des Begleitbandes zur Ausstellung.
2014 wurde Donata Valentien das Bundesverdienstkreuz am Bande verliehen.

### Mitgliedschaften
- Architektenkammer Baden-Württemberg
- 1983–1989 Vorstand der Vereinigung für Stadt-, Regional- und Landesplanung (SRL), zuletzt als Vorsitzende
- 1988–1999 im Lenkungsausschuss der Internationalen Bauausstellung (IBA) Emscherpark
- 1989–1995 Beirat für Raumordnung, Bauwesen und Städtebau des Bundesbauministeriums, Bonn
- seit 1986 Deutsche Akademie für Städtebau und Landesplanung
- 1990–1998: Beirat für Bauwesen und Städtebau des Bundesministerium Raumordnung
- seit 1996 Akademie der Künste Berlin
- 2006–2012: Direktorin der Sektion Baukunst

## Büro Valentien + Valentien
Arbeitsschwerpunkte sind Planungstätigkeiten in den Bereichen Landschaftsarchitektur, Planung öffentlicher Räume, städtebauliche Planung sowie ökologische und städtebauliche Gutachten.

### Projekte
- 1982/1985: Straßen- und Platzgestaltung in der Altstadt von Ingolstadt
- 1987/1992: Straßen- und Platzgestaltung in der Altstadt von Ravensburg
- 1991/1993: Strukturkonzept Berlin-Brandenburg
- 1994: Rahmenplan Gewerbegebiet Münchnerau, Landshut
- 1995: 1. BA Messestadt München-Riem
- 1995–2000: Öffentliche Freiflächen 1. BA Riem
- 1997: Städtebauliche Entwicklungsstudie Lindau 21
- 1998/2011: Kulturforum Berlin
- 1999: Landesamt für Umweltschutz (LfU), Augsburg
- 2002–2010: Gärten der Nationen und Stadtachse, Wolfsburg-Westhagen
- 2002–2010: Gewerbegebiet Freiham-Süd, Innovationshain, München
- 2003: Alois-Alzheimer-Garten, München
- 2003–2004: Kunst im Park; Gutachten zum Emscher Landschaftspark
- 2005: Vorplatz an der Technischen Universität München, Theresienstraße
- 2005: Platz der Menschenrechte, Messestadt München-Riem
- 2005–2010: Chenshan Botanischer Garten Shanghai, China
- 2007: Altstadtsanierung Ochsenfurt
- 2009: Stadtmitte Neue Technologiestadt Wuxi, China
- 2010: Botanischer Garten Datong, China
- 2011: DuC Garten Expo Chongqing, China
- 2011: Uferpark Suzhou Creek Shanghai, China
- 2013: Huanxin Lake – High Speed Railway Park, Suzhou, China
- 2013: Songnan Country Park, Shanghai, China

### Publikationen
- Christoph Valentien: Gartenkunst in der Stadtentwicklung, Beispiele aus München. In: Gartenkunst im Städtebau DGGL-Jahrbuch 2007. München 2007, S. 91–95.
- Donata Valentien, Christoph Valentien: Neuer Botanischer Garten Shanghai. Jovis Verlag, Berlin 2008, ISBN 978-3-939633-58-7.
- Christoph Valentien, Yiju Ding: Shanghai Chenshan Botanic Garden. In: Landscape Architecture. Nr. 4, 2010, S. 46–51. (chinesisch, englisch)
- Christoph Valentien, Yiju Ding: Planing and Design of Shanghai Botanic Garden. In: Chinese Landscape Architecture. Nr. 1, 2010, S. 4–10. (chinesisch, englisch)
- Christoph Valentien: Garden Architects, Landscape Planners and Landscape Architects, the Evolution of the profession in Germany. In: Paisea Dos. 4, Germany, Barcelona 2010, S. 12–17. (spanisch, englisch)
- Donata Valentien: Wiederkehr der Landschaft, Natürliche und Soziale Ressourcen für den Städtebau. In: der architekt. Nr. 1, 2010, S. 66–68.
- Donata Valentien (Hrsg.): Wiederkehr der Landschaft – Return of Landscape. Jovis-Verlag, Berlin 2010, ISBN 978-3-86859-056-2.
- Marco Mehlin, Christoph Valentien: Gärten der Nationen und Stadtachse – Ein Soziale-Stadt-Projekt in Wolfsburg-Westhagen. In: PlanerIn, Fachzeitschrift für Stadt-Regional- und Landesplanung. Heft 1, 2010, S. 41–42.

### Auszeichnungen
- 1994: Auszeichnung für Beispielhaftes Bauen Kreis Ravensburg, Architektenkammer Baden-Württemberg
- 1996: Fritz-Schumacher-Preis der Alfred Toepfer Stiftung F.V.S. Hamburg, TU Hannover
- 1996: Habitat II German Best Practices for München-Riem New Districts by Redeveloping Wasteland
- 1996: Deutscher Städtebaupreis der BfG Bank (Walter Hesselbach Preis): Besondere Anerkennung für „Neugestaltung Historischer Kern Ravensburg“
- 2000: SRL-Stadt-, Regional- und Landesplanung: Wegweisende Projekte der Stadtgestaltung und Stadterneuerung Promenade Messestadt Riem
- 2005: Messestadt Riem Bauherrenpreis der Landeshauptstadt München, Besondere Anerkennung Wohnen mit Karl-Heinz Ropke
- 2006: Auszeichnung – Deutscher Städtebaupreis für den Platz der Menschenrechte, gemeinsam mit der Messestadt Riem[5]
- 2008: Spezial-Auszeichnung in der Kategorie „Nachhaltige Stadtentwicklung“ bei den 7th European Urban and Regional Planning Awards 2008 für den Platz der Menschenrechte, gemeinsam mit der Messestadt Riem
- 2008: Auszeichnung Guter Bauten Franken für die Altstadtsanierung Ochsenfurt[6]
- 2010: Niedersächsischer Staatspreis für Architektur 2010, Engere Wahl für Garten der Nationen und Stadtachse[7]
- 2011: Design Prize City of Shanghai (Shanghai Exploration and Design Trade Association) für Chenshan Botanical Garden
- 2011: CEDA Design Prize, Category Public Projects in China (China Exploration and Design Association)
- 2013: Erste Preise in China für den Songnan Country Park; sowie den Huanxiu Lake in der neuen Stadt Suzhou (High-Speed Rail City Suzhou), die um den Nord-Bahnhof der Hochgeschwindigkeit-Zugstrecke Peking – Shanghai – Hangzhou entsteht[8]
- 2018: Bayerischer Staatspreis für Architektur[9]

## Ehemalige Mitarbeiter
(Quelle: )
- 2006–2016: Doris Grabner
- 2003–2005: Tobias Baldauf
- 1996–2000: Regine Keller
- 1985–1990: Uta Stock-Gruber
- 1980–1985: Hermann Brenner